# Tosno II
Tosno II (ros. Тосно II) – przystanek kolejowy w miejscowości Tosno, w rejonie tośnieńskim, w obwodzie leningradzkim, w Rosji. Położony jest na linii Petersburg - Moskwa.